# Robin Book
Robin Book, född 5 april 1992 i Helsingborg, är en svensk fotbollsspelare som spelar för Utsiktens BK.

## Klubbkarriär
Book är uppväxt i Wilson Park, Helsingborg och hans moderklubb är Helsingborgs IF. 2011 var Book utlånad till Ramlösa Södra. 2012 gick han till Eskilsminne IF. Under första säsongen gjorde Book 5 mål på 20 matcher i division 2 Södra Götaland. Under säsongen 2013 gjorde han två mål på 15 matcher. Under säsongen 2014 gjorde Book 10 mål på 26 matcher. Under säsongen 2015 gjorde han sju mål på 23 matcher i division 1 Södra.
I november 2015 värvades Book av Syrianska FC, där han skrev på ett tvåårskontrakt. Book debuterade i Superettan den 3 april 2016 i en 1–0-förlust mot Ängelholms FF, där han byttes in i den 78:e minuten mot Success Chimankpa Nwosu. I juli 2016 värvades Book av GAIS.
I december 2016 värvades Book av Utsiktens BK, där han skrev på ett ettårskontrakt. I januari 2018 förlängde Book sitt kontrakt med ett år. Den 10 maj 2018 gjorde han ett hattrick i en 3–0-vinst över Grebbestads IF.
I december 2018 värvades Book av Varbergs BoIS, där han skrev på ett ettårskontrakt. Den 14 augusti 2019 värvades Book av Örebro SK, där han skrev på ett tvåårskontrakt med start den 1 januari 2020. Den 25 augusti 2020 lånades Book ut tillbaka till Varbergs BoIS på ett låneavtal över resten av säsongen.
I mars 2021 värvades Book av Jönköpings Södra, där han skrev på ett ettårskontrakt. Under säsongen förlängdes kontraktet fram till efter säsongen 2023.
Den 4 december 2023 blev Book klar för en återkomst till Utsiktens BK.

## Landslagskarriär
Book spelade två landskamper för Sveriges U19-landslag 2010.